# Таралежи
Таралежите, известни още като бодливи таралежи (Erinaceinae), са подсемейство бозайници от семейство Таралежови (Erinaceidae).

## Разпространение
Таралежите са разпространени в части от Европа, Азия и Африка. Внесени са в Нова Зеландия.

## Класификация
Известни са седемнадесет вида таралежи разпределени в пет рода:
Подсемейство Таралежи
- Род Африкански таралежи (Atelerix)
  - Четирипръст таралеж (Atelerix albiventris)
  - Алжирски таралеж (Atelerix algirus)
  - Южноафрикански таралеж (Atelerix frontalis)
  - Сомалийски таралеж (Atelerix sclateri)
- Род Евразийски таралежи (Erinaceus)
  - Амурски таралеж (Erinaceus amurensis)
  - Източноевропейски таралеж (Erinaceus concolor)
  - Западноевропейски таралеж (Erinaceus europaeus)
  - Южен таралеж (Erinaceus roumanicus)
- Род Дългоухи таралежи (Hemiechinus)
  - Дългоух таралеж (Hemiechinus auritus)
  - Индийски дългоух таралеж (Hemiechinus collaris)
- Род Степни таралежи (Mesechinus)
  - Даурски таралеж (Mesechinus dauuricus)
  - Китайски таралеж (Mesechinus hughi)
  - Mesechinus wangi
- Род Paraechinus
  - Етиопски таралеж (Paraechinus aethiopicus)
  - Тъмноиглест таралеж (Paraechinus hypomelas)
  - Индийский таралеж (Paraechinus micropus)
  - Голокоремен таралеж (Paraechinus nudiventris)

## Хранене
Таралежите са всеядни. Хранят се с насекоми, охлюви, жаби, змии, птичи яйца, мърша, гъби, корени от трева, плодове, тикви, пъпеши и дини.